# Love Is Dead
Albums de Chvrches
Every Open Eye
(2015) Screen Violence
(2021)
Singles
1. Get Out
Sortie : 31 janvier 2018
2. My Enemy
Sortie : 28 février 2018
3. Never Say Die
Sortie : 29 mars 2018
4. Miracle
Sortie : 10 avril 2018
5. Graffiti
Sortie : 19 octobre 2018

Love Is Dead est le troisième album studio du groupe écossais de synthpop Chvrches sorti le 25 mai 2018.

## Enregistrement
Chvrches a commencé à travailler sur l'enregistrement de Love Is Dead en février 2017. Contrairement aux deux premiers albums enregistrés dans le même studio à Glasgow, les séances pour celui-ci ont lieu dans plusieurs endroits : aux États-Unis dans les studios Echo à Los Angeles, Alucard et Red Bull à New York et en Angleterre aux studios Rockstone à Londres.
Autre différence notable, le groupe n'assure plus seul la production et s'associe avec Steve Mac et Greg Kurstin. Ce dernier participe aussi à la composition de plusieurs chansons.
Chvrches a collaboré au début des séances avec l'ancien membre d'Eurythmics, Dave Stewart, enregistrant cinq chansons, mais aucune n'a finalement été retenue. Cependant le groupe n'exclut pas de les sortir un jour. Il remercie tout spécialement le musicien dans une note du livret : « Special thanks to Dave Stewart for pushing us to take chances ».
Matt Berninger, chanteur du groupe The National, est présent sur le titre My Enemy.
Ian Chang, membre du groupe Son Lux, joue de la batterie sur God's Plan.

## Singles
L'album a généré quatre singles qui ont tous précédé sa sortie : Get Out publié le 31 janvier 2018, My Enemy le 28 février 2018, Never Say Die le 29 mars 2018 et Miracle le 10 avril 2018 qui est certifié disque d'or en Australie.
Bien qu'elle n'ait pas fait l'objet d'un single, la chanson Forever a connu un franc succès en streaming après son utilisation à plusieurs reprises dans la troisième saison de la série télévisée Élite en 2020,.

## Liste des titres
Toutes les chansons sont écrites et composées par Lauren Mayberry, Iain Cook (en), Martin Doherty (en) et Greg Kurstin sauf mention.
| No  | Titre                               | Auteur                                  | Durée |
| --- | ----------------------------------- | --------------------------------------- | ----- |
| 1.  | Graffiti                            |                                         | 3:38  |
| 2.  | Get Out                             |                                         | 3:51  |
| 3.  | Deliverance                         |                                         | 4:12  |
| 4.  | My Enemy (featuring Matt Berninger) | - Cook - Doherty - Mayberry             | 3:53  |
| 5.  | Forever                             |                                         | 3:44  |
| 6.  | Never Say Die                       |                                         | 4:23  |
| 7.  | Miracle                             | - Cook - Doherty - Mayberry - Steve Mac | 3:08  |
| 8.  | Graves                              |                                         | 4:43  |
| 9.  | Heaven/Hell                         |                                         | 5:05  |
| 10. | God's Plan                          | - Cook - Doherty - Mayberry             | 3:31  |
| 11. | Really Gone                         | - Cook - Doherty - Mayberry             | 3:11  |
| 12. | ii                                  |                                         | 1:09  |
| 13. | Wonderland                          |                                         | 4:35  |

| 14. | Get Out (One Bit Remix)      |                                   | 5:25 |
| 15. | Get Out (Roosevelt Remix)    |                                   | 3:08 |
| 16. | Miracle (Manila Killa Remix) | - Cook - Doherty - Mayberry - Mac | 3:07 |

| 14. | Out of My Head (featuring Wednesday Campanella) | - Cook - Doherty - Mayberry - KOM_I - Kenmochi Hidefumi | 3:28 |
| 15. | Get Out (Roosevelt Remix)                       |                                                         | 3:08 |
| 16. | Miracle (IHF Remix)                             | - Cook - Doherty - Mayberry - Mac                       | 3:29 |
| 17. | Miracle (Mija Remix)                            | - Cook - Doherty - Mayberry - Mac                       | 4:31 |
| 18. | Miracle (The Juan Maclean Remix)                | - Cook - Doherty - Mayberry - Mac                       | 5:24 |

| 14. | Out of My Head (featuring Wednesday Campanella) | 3:28 |
| 15. | Graffiti (Hansa Session)                        | 3:56 |
| 16. | Miracle (Hansa Session)                         | 3:28 |
| 17. | Get Out (Hansa Session)                         | 3:49 |
| 18. | Heaven/Hell (Hansa Session)                     | 4:42 |
| 19. | Really Gone (Hansa Session)                     | 2:58 |

- Notes: La chanson Out of My Head, présente sur l'édition deluxe japonaise et la réédition sortie au Japon en août 2019, est une collaboration avec le groupe japonais Wednesday Campanella publiée tout d'abord en single en août 2018[18]. La réédition présente également cinq chansons de l'album réenregistrées en version acoustique en compagnie d'un quatuor à cordes et du batteur Jonny Scott dans le studio Hansa à Berlin. Ces enregistrements sont sortis à l'origine sous la forme d'un EP intitulé Hansa Session EP le 16 novembre 2018[19].

## Classements hebdomadaires
| Classement (2018)                   | Meilleure place |
| ----------------------------------- | --------------- |
| Allemagne (Media Control AG)        | 16              |
| Australie (ARIA)                    | 7               |
| Autriche (Ö3 Austria Top 40)        | 16              |
| Belgique (Flandre Ultratop)         | 60              |
| Belgique (Wallonie Ultratop)        | 65              |
| Canada (Canadian Albums Chart)      | 22              |
| Écosse (OCC)                        | 5               |
| Espagne (Promusicae)                | 81              |
| États-Unis (Billboard 200)          | 11              |
| États-Unis (Top Alternative Albums) | 1               |
| États-Unis (Top Rock Albums)        | 1               |
| France (SNEP)                       | 195             |
| Irlande (IRMA)                      | 15              |
| Nouvelle-Zélande (RIANZ)            | 35              |
| Pays-Bas (Mega Album Top 100)       | 88              |
| Royaume-Uni (UK Albums Chart)       | 7               |
| Suisse (Schweizer Hitparade)        | 27              |

## Certifications
| Pays              | Certification | Unités certifiées |
| ----------------- | ------------- | ----------------- |
| Royaume-Uni (BPI) | Argent        | 60 000            |